# Писна ми
„Писна ми“ е дванадесетата песен на българската певица Росица Кирилова от двадесет и първия ѝ студиен албум „25 години на сцената – Като да и не“.